# Fowler (Kalifornie)
Fowler (dříve Fowler's Switch) je město v okrese Fresno County v Kalifornii ve Spojených státech amerických. Nachází se 18 kilometrů jihovýchodně od předměstí Fresna v nadmořské výšce 94 metrů. V roce 2010 zde žilo 5570 obyvatel. Při celkové rozloze 6,5 km² byla hustota zalidnění 849,6 obyvatel na km².